# Jurij Jaroszenko
Jurij Mykołajowycz Jaroszenko, ukr. Юрій Миколайович Ярошенко, ros. Юрий Николаевич Ярошенко, Jurij Nikołajewicz Jaroszenko (ur. 5 stycznia 1961 w Kijowie) – ukraiński piłkarz, grający na pozycji pomocnika, a wcześniej napastnika, trener piłkarski.

## Kariera piłkarska

### Kariera klubowa
Wychowanek Internatu Sportowego w Kijowie. Pierwszy trener W.F. Kaczanow. W 1979 rozpoczął karierę piłkarską w drużynie rezerwowej Dynama Kijów. Od 1982 występował w klubie Zoria Woroszyłowgrad, który w 1990 zmienił nazwę na Zoria Ługańsk. Latem 1990 zmienił klub na inną Zorię - Zaria Bielce. Potem był piłkarzem klubów Krystał Chersoń i Chimik Siewierodonieck. Latem 1993 wyjechał za granicę, gdzie bronił barw uzbeckiego Nawbahor Namangan i rosyjskiego SKA Rostów nad Donem. Latem 1994 roku powrócił do Ukrainy, a następnie zasilił skład Dynama Ługańsk. Na początku 1995 został piłkarzem amatorskiego zespołu Szachtar Roweńki. Potem próbował swoich sił w Avia Świdnik, ale wkrótce wrócił do zespołu z Roweniek, który z nową nazwą Awanhard-Industrija Roweńki startował w Ukraińskiej Drugiej Lidze. Latem 1996 przeszedł do Szachtara Krasnodon, w którym w 1998 zakończył karierę piłkarską.

### Kariera trenerska
Po zakończeniu kariery piłkarskiej otrzymał propozycję pracy w klubie na stanowisku trenera selekcjonera w Akademii Piłkarskiej Szachtar Donieck. Od 2003 pracował na stanowisku starszego trenera grupy w Akademii Piłkarskiej Szachtar Donieck. Potem również pomagał szkolić młodych piłkarzy w Szkołach Piłkarskich klubów Metałurh Donieck i Illicziweć Mariupol. Od 2013 prowadził młodzieżową drużynę amatorską Barsa Sumy U-21. 1 lipca 2014 stał na czele PFK Sumy. 3 września 2016 po przegranym 5-1 meczu z Illicziwcem Mariupol kontrakt z sumskim klubem został anulowany. 21 września 2016 objął stanowisko głównego trenera FK Połtawa. 5 maja 2017 został zwolniony z zajmowanego stanowiska.

## Sukcesy i odznaczenia

### Sukcesy klubowe
- mistrz Drugiej ligi ZSRR, turniej finałowy: 1986
- mistrz Ukraińskiej SRR: 1986
- mistrz ZSRR spośród drużyn rezerwowych: 1980, 1981

### Sukcesy indywidualne
- król strzelców klubu Zoria Ługańsk: 1986 (22 goli)